# Klaus Elwardt
Klaus Elwardt (* 7. Dezember 1955) ist ein ehemaliger deutscher Handballspieler. Er war Geschäftsführer des THW Kiel.
Klaus Elwardt, der mit der Trikotnummer 13 auflief, spielte meist im rechten Rückraum. In seiner Jugend begann er beim TSV Bordesholm in seinem Heimatort Bordesholm mit Handball. 1975 ging er zum THW Kiel. Für den THW Kiel bestritt er in neun Jahren insgesamt 171 Bundesligaeinsätze, in denen er 366 Tore erzielte. Für die Nationalmannschaft absolvierte Elwardt im Januar 1981 ein A-Länderspiel: Nach dem Unentschieden gegen Island in Hamburg wurde Elwardt von Bundestrainer Vlado Stenzel für seine Abwehrleistung gelobt. Elwardt erachtete aber den Verein wichtiger als die Nationalmannschaft. 1984 gab er zusammen mit Holger Oertel bei THW Kiel sein Abschiedsspiel und wechselte zum Bramstedter TS. Zum Ende der Karriere ging er zurück zu seinem Heimatverein Bordesholm.
Von 2009 bis 2011 war Elwardt Aufsichtsratsmitglied beim THW Kiel, und vom 20. Juni 2011 bis 30. Juni 2014 war er Geschäftsführer des Vereins. Als Manager wurde sein Verein Deutscher Meister, Pokalsieger, Supercup-Sieger und gewann 2012 die Champions League. Zudem wurde er 2012 Mitglied des Präsidiums der Handball-Bundesliga.
Elwardt ist von Beruf selbstständiger Zimmermeister in Bordesholm. Seine Tochter Ina-Lena spielte beim Buxtehuder SV ebenfalls Handball in der Bundesliga.